# Кизил-Тан
Кизил-Тан — будівля колишнього Вєрненського Торгового дому в  місті Алмати за адресою вулиця Жибек Жоли, будинок 63, пам'ятка архітектури кінця XIX — початку XX століття. Побудована в 1912 році за проектом архітектора А. П. Зенкова, за іншими даними — в 1896 році за проектом архітектора П. В. Гурде для магазину Ісхака Габдулвалієва. Охороняється державою з 1982 року як пам'ятка історії та культури республіканського значення.

## Архітектура
Будівля має прямокутний план, що становить симетричну композицію. Центральний купол, що вінчає двосвітлий об'єм, є віссю симетрії. Купол із лускатим покриттям завершується невеликим шпилем. Фронтони в центральній та бічних частинах прикрашені фігурними стовпчиками, різьбленими карнизами та підзорами. Загальна площа будівлі 1450 м².

## Історія

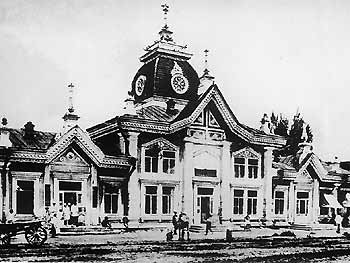
Магазин купця І. Габдулвалієва. 1911 рік

19 серпня 1895 року Ташкентської 1-ї гільдії татарський купець із Казані Ісхак Габдулвалієв подав заяву до Вєрненської міської управи про будівництво магазину на місці № 441, що належить йому. Згідно з одними даними, будівля була побудована в 1896 році за проектом архітектора П. В. Гурде для магазину Ісхака Габдулвалієва. У 1901 році у зв'язку з будівництвом даної будівлі розглядалася «Справа зі звинувачення купця Ісхака Габдулвалієва у завданні образи міському архітектору Гурде» під головуванням А. К. Колоколова.
Згідно з протоколом допиту Габдулвалієва, він заявляв:
|  | Річ у тім, що ще п'ять років тому Гурде будував мені магазин, але стелі останнього виявилися низькими, а потім, коли я звертався згодом до Гурде через прикажчиків із проханням перебудувати магазин, він відмовився, кажучи: «І за 1000 рублів не візьмуся…». |

Згідно з іншими даними, що частіше фігурують в енциклопедичній літературі, дана будівля була побудована для Габдулвалієва в 1912 році за проектом архітектора А. П. Зєнкова.
Після смерті Ісхака Габдулвалієва будівля перейшла у спадок до його сина Куддуса, а також дружини Ісхака з рештою синів. Після встановлення радянської влади будівля була націоналізована. У 1931 році в будівлі було відкрито магазин всесоюзної мережі «Торгзін».
4 квітня 1979 року було прийнято Рішення виконавчого комітету Алма-Атинської міської Ради народних депутатів № 139 «Про затвердження списку пам'яток історії та культури міста Алма-Ати», у якому було вказано будівлю магазину. Рішенням передбачалося оформити охоронне зобов'язання та розробити проекти реставрації пам'яток.
У 1979–1980 роках будівля була повністю відреставрована. Із 1981 року в будівлі функціонує спеціалізований магазин із продажу тканин, що в радянські роки був філією Центрального універмагу.
26 січня 1982 року будинок було включено до списку пам'яток історії та культури республіканського значення Казахської РСР.
Із 2008 року будинок належить ТОВ Будинок тканин «Кизил-Тан», якому його було передано на довірче управління за тендером терміном на 10 років.
15 червня 2009 року в будівлі сталася пожежа, яка почалася в підвальному приміщенні, а потім перекинулася на перший поверх будівлі. У гасінні пожежі взяли участь 12 машин та близько 50 осіб протипожежної служби. Із будівлі (магазину та розташованого в Кизил-Тані відділення «Казкоммерцбанку») було евакуйовано людей. У результаті вигоріла покрівля будівлі на площі близько 50-70 м², було повністю знищено прибудову магазину, де був склад.

Пожежа 15 червня 2009 року
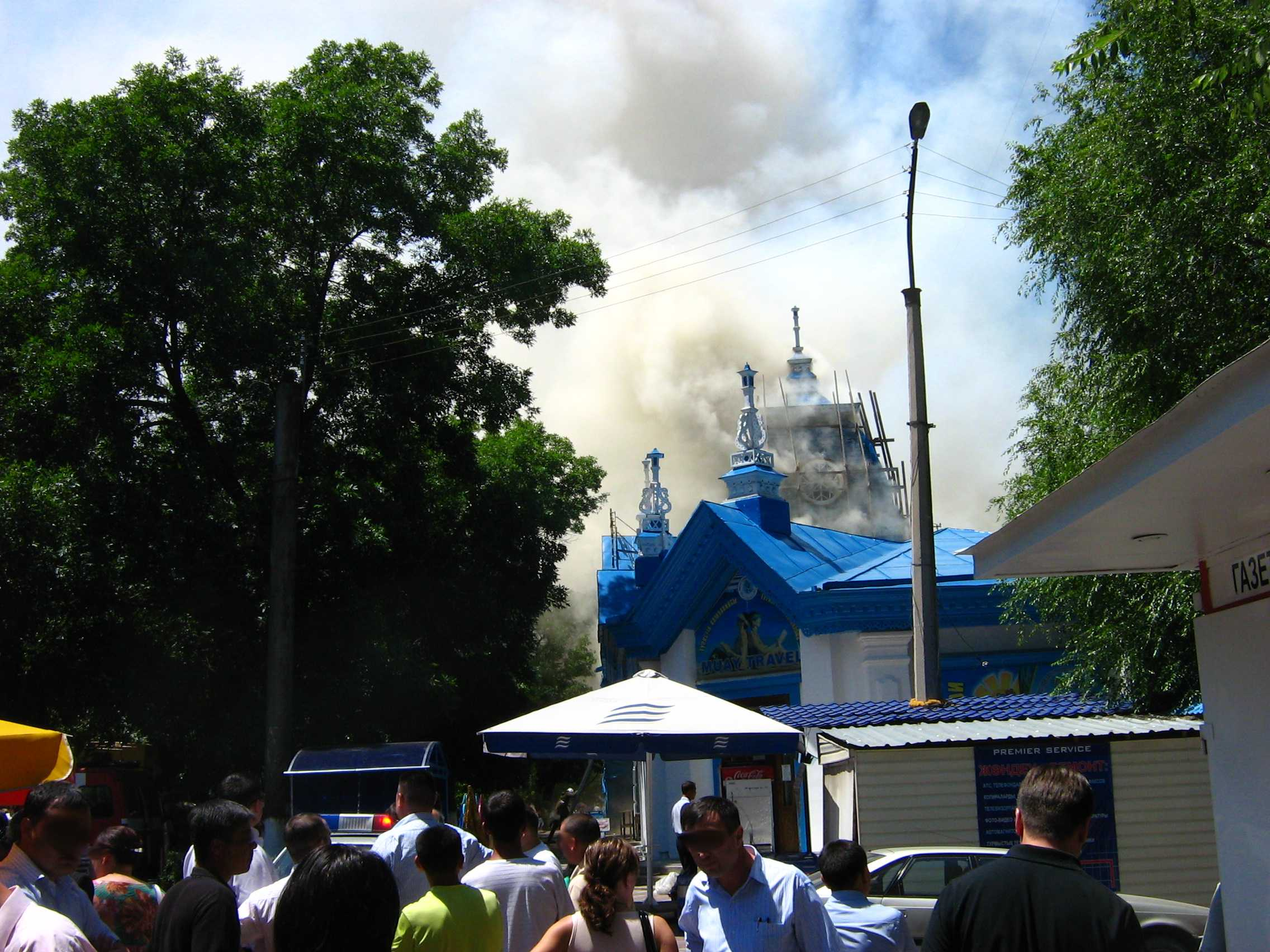
Пожежа 15 червня 2009 року
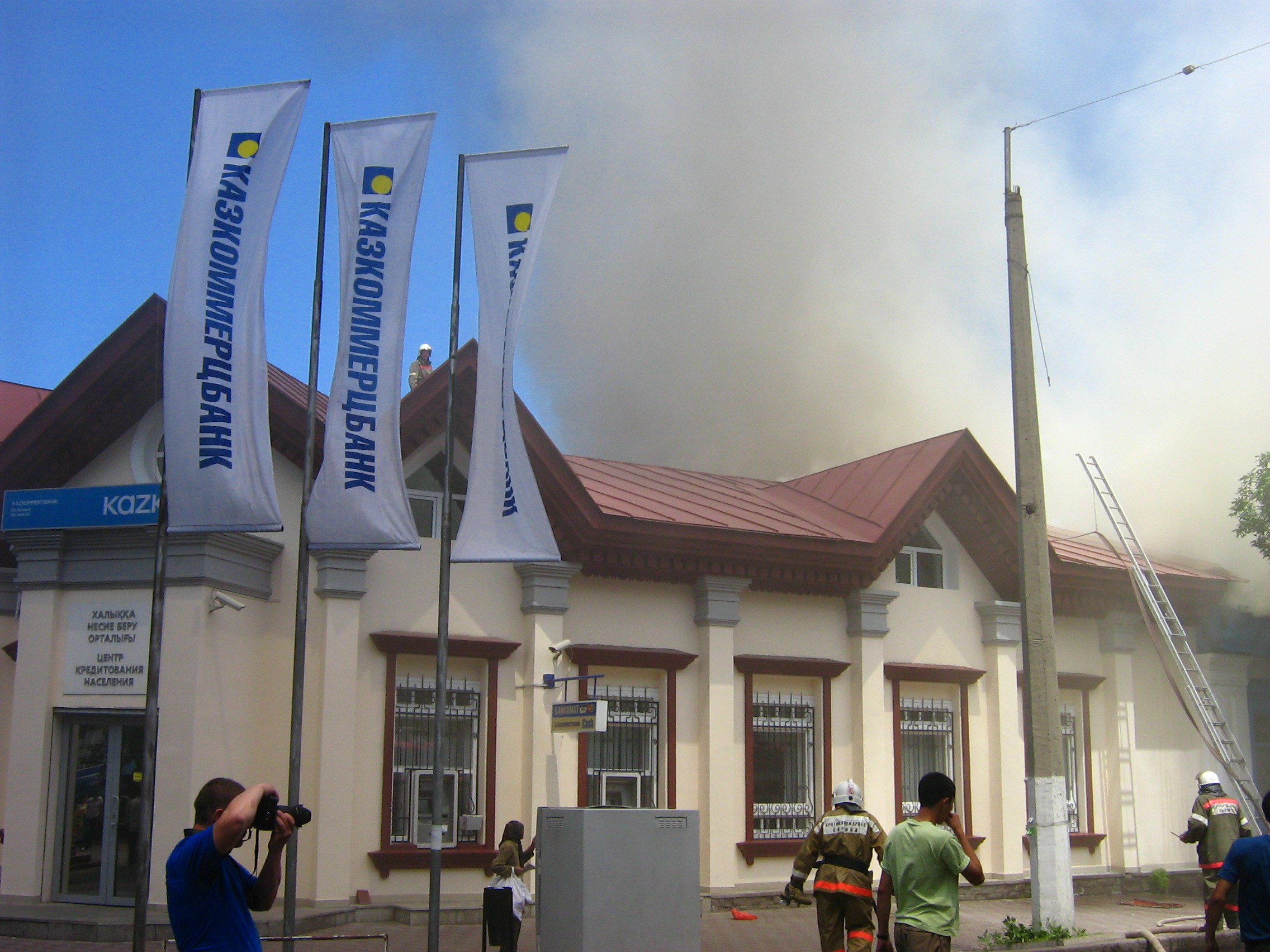
15 червня 2009 року, пожежа в будівлі
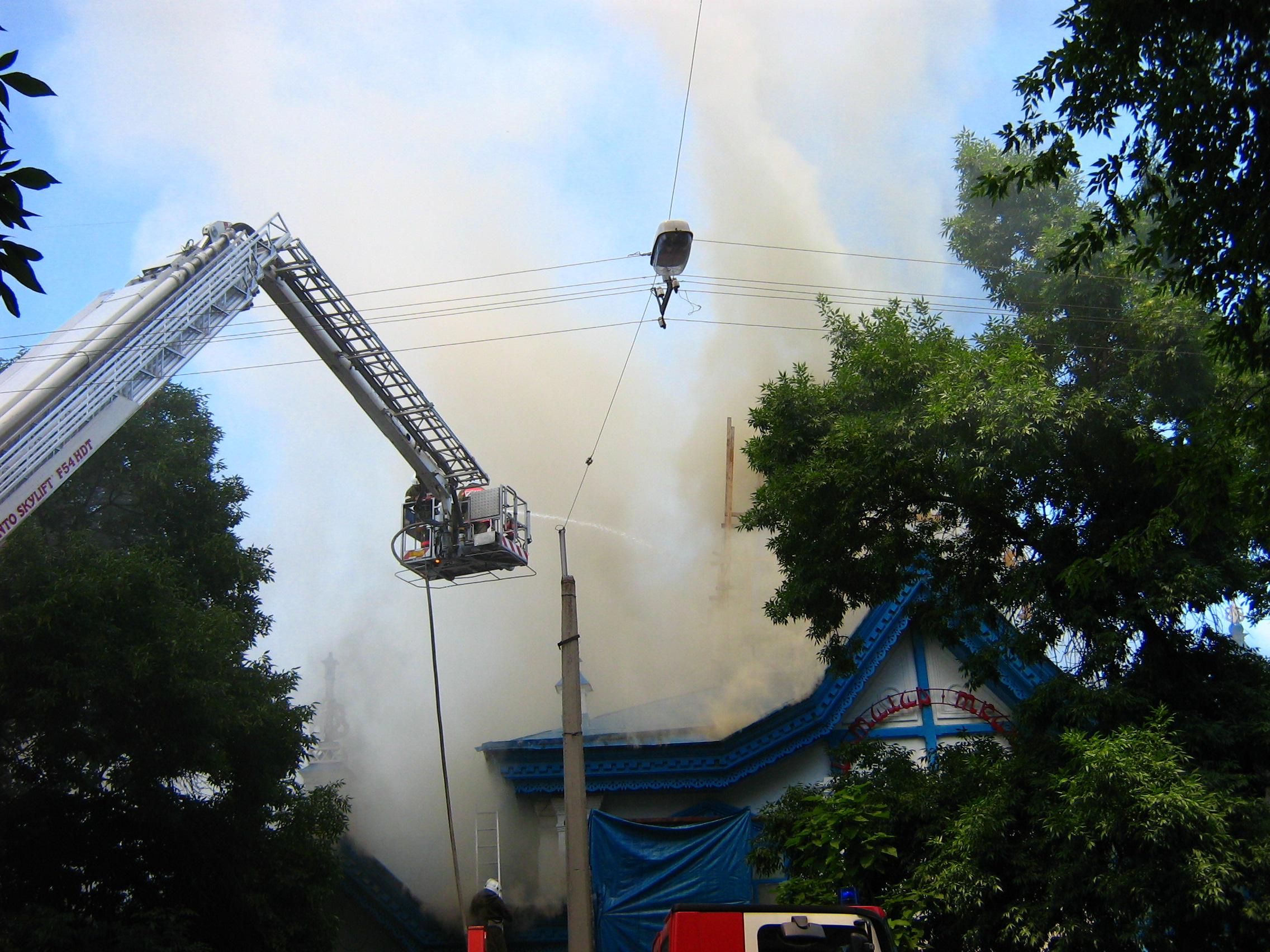
Пожежники поливають будівлю з рукава
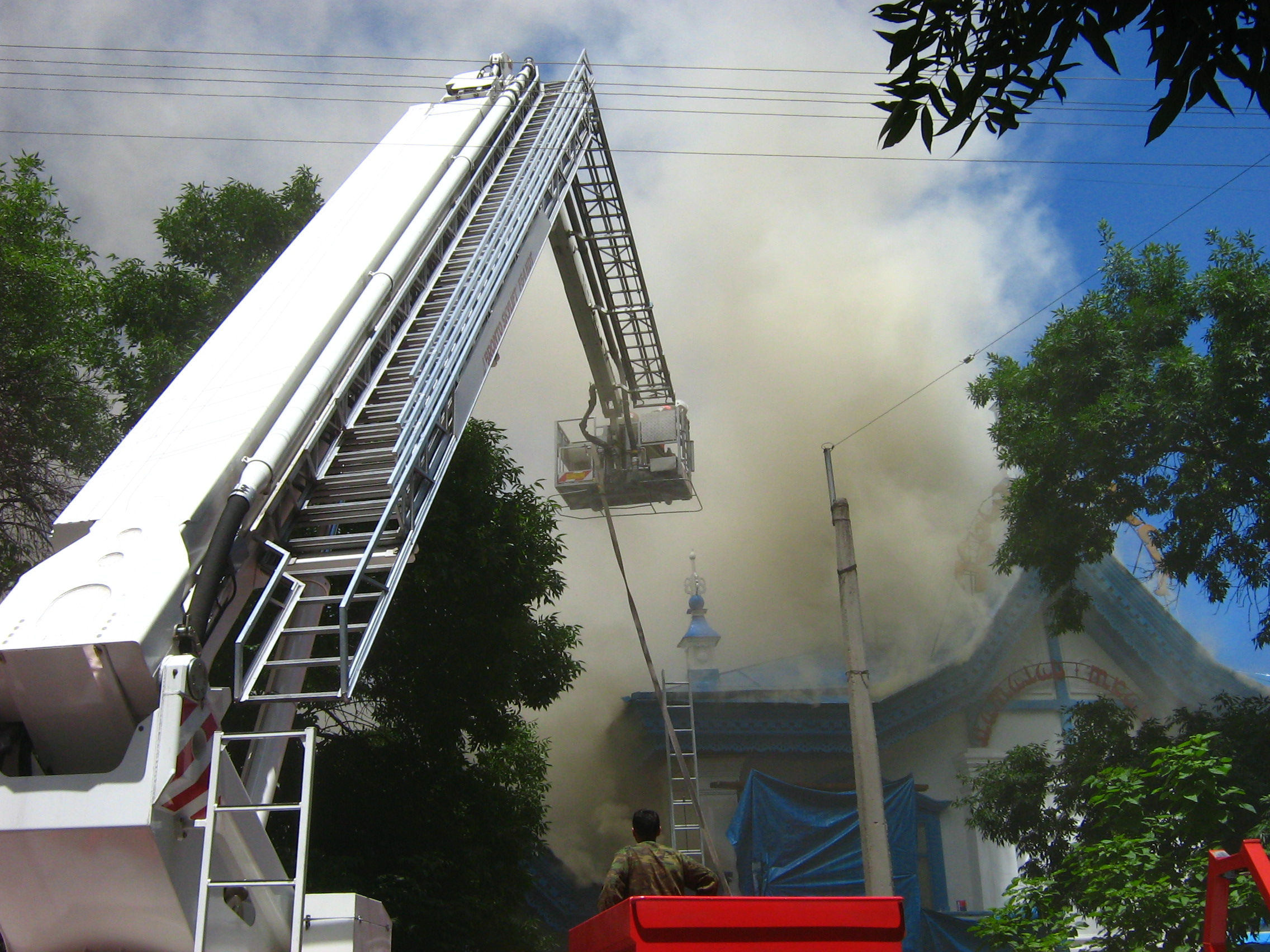
Пожежники поливають будівлю з рукава
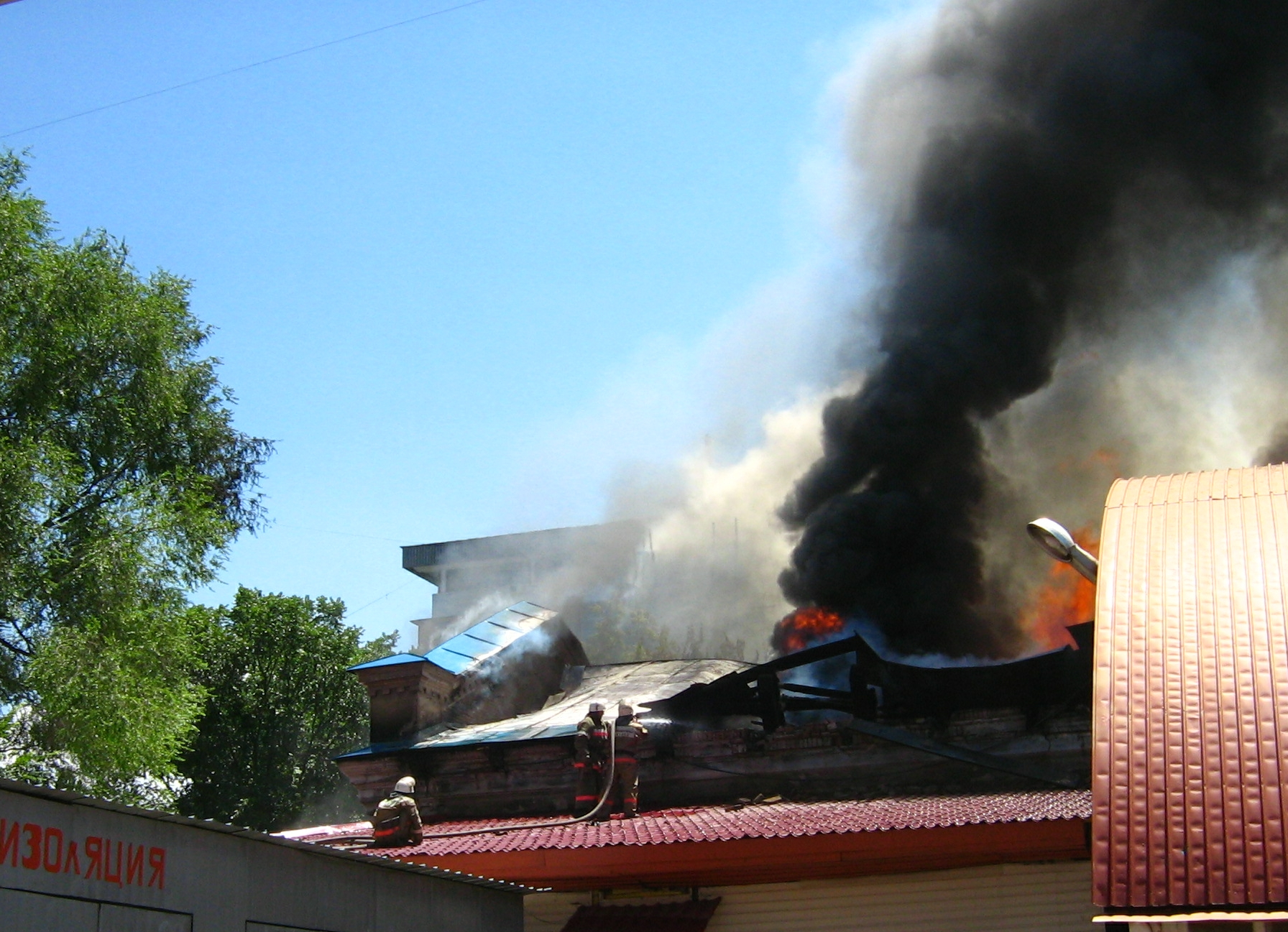
Чорний дим із складського приміщення — спалахнули синтетичні тканини.
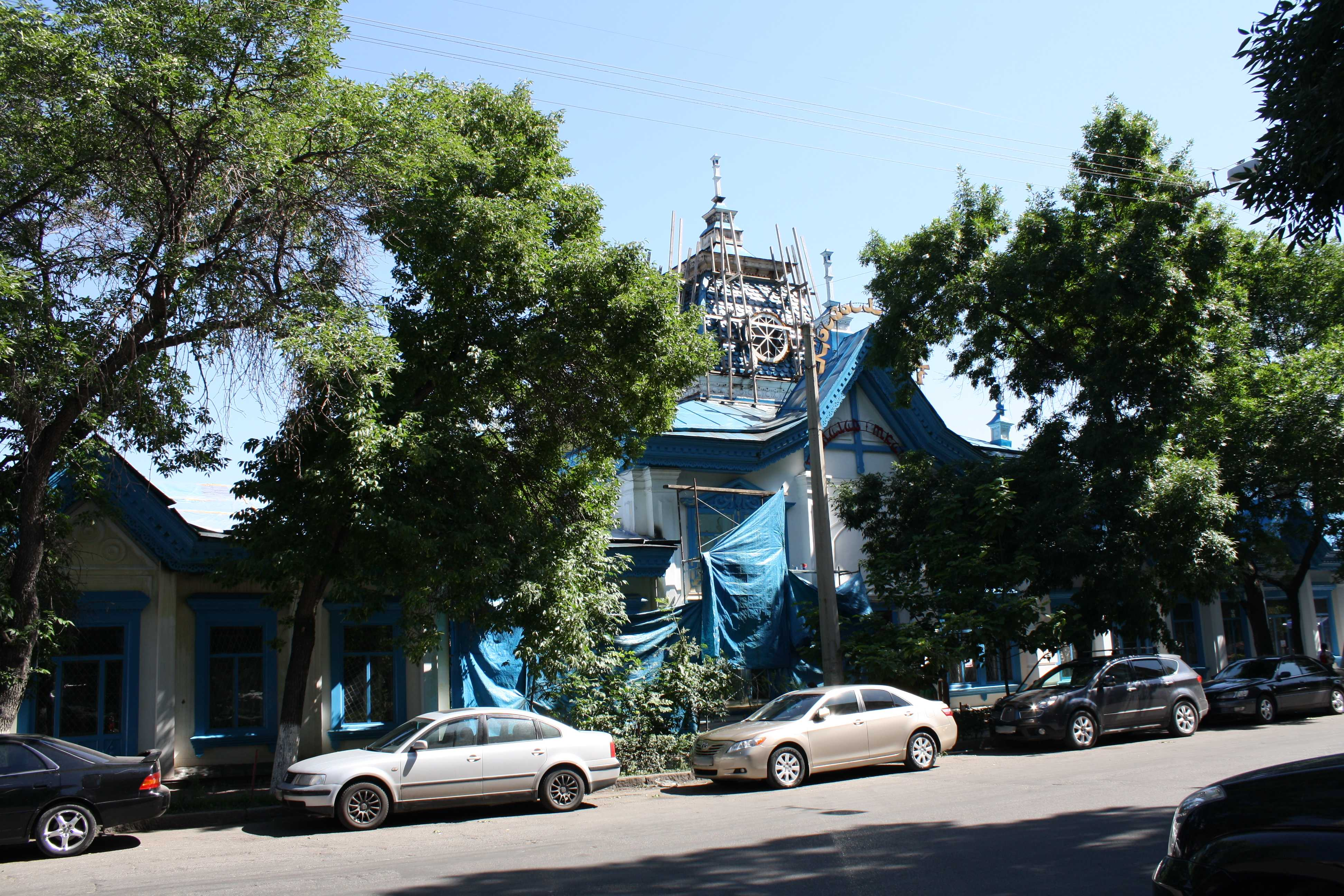
Кизил-Тан, 18 червня 2009 року
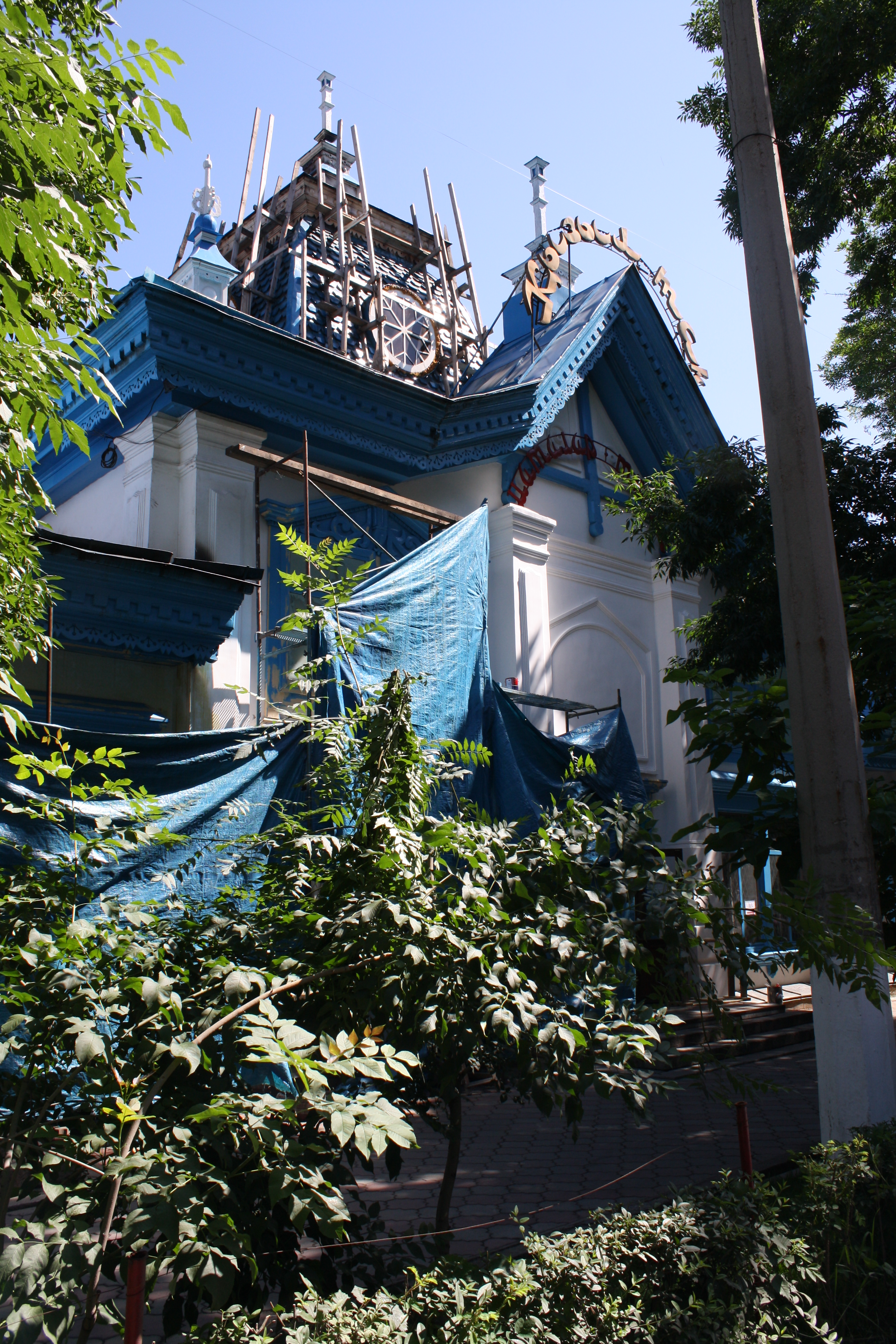
Будівля через 3 дні після пожежі

20 квітня 2021 року стало відомо про знесення частини будівлі. У 2017 році управлінням архітектури було видано архітектурно-планувальне завдання на будівництво адміністративної будівлі з підземним паркінгом зі знесенням існуючої будівлі. Ескізний проект узгоджено 2019 року.